# Jordan Nichrizow
Jordan Angełow Nichrizow (bułg. Йордан Ангелов Нихризов; ur. 8 października 1953 w Prowadii) – bułgarski polityk, od 1998 (formalnie od 2001) przewodniczący Bułgarskiej Partii Socjaldemokratycznej, deputowany do Zgromadzenia Narodowego 38. (1997-2001) i 39. kadencji (2001-2005).

## Wykształcenie
Wykształcenie średnie uzyskał w 1971 w Gimnazjum im. Apriłowa (bułg. Априловска гимназия) w Gabrowie. W 1978 ukończył z tytułem inżyniera Wyższy Instytut Maszyn i Elektrotechniki w Gabrowie. Naukę kontynuował w Uniwersytecie Ekonomii Krajowej i Międzynarodowej w Sofii, na którym w 1985 zdobył wyższe wykształcenie o specjalności w zakresie ekonomii i organizacji przemysłu. Mówi po rosyjsku i niemiecku.

## Kariera polityczna
Karierę polityczną rozpoczął w styczniu 1990 wstępując do powstałej kilka miesięcy wcześniej Bułgarskiej Partii Socjaldemokratycznej (BPSD) i obejmując funkcję przewodniczącego sekcji partyjnej w dzielnicy Oboriszte w Sofii. Podczas 38. kongresu BPSD (marzec 1991) został wybrany do Komitetu Narodowego partii, a od października 1991 wchodził w skład jej Biura Wykonawczego. W kwietniu 1995, podczas 41. kongresu BPSD, objął stanowisko zastępcy przewodniczącego partii. Trzy i pół roku później, w październiku 1998, grupa działaczy BPSD niezadowolonych z polityki przewodniczącego Dertliewa zwołała w Płowdiwie 43. nadzwyczajny kongres, na którym wybrała Nichrizowa nowym przewodniczącym. Z tą decyzją nie zgodzili się pozostali członkowie BPSD, na skutek czego w organizacji doszło do rozłamu. Oficjalnie Nichrizow przyjął tytuł przewodniczącego BPSD w lutym 2001, po śmierci Petyra Dertlijewa. Podczas kolejnych kongresów partyjnych (44. w czerwcu 2002 i 45. w grudniu 2005) ponownie wybierano go na lidera partii.
W 1997 Nichrizow został wybrany z listy Zjednoczonych Sił Demokratycznych (ODS), w skład których obok BPSD wszedł m.in. Związek Sił Demokratycznych, do Zgromadzenia Narodowgo 38. kadencji, a w 2001, ponownie z listy ODS, do Zgromadzenia Narodowego 39. kadencji. W parlamencie pełnił funkcje członka następujących komisji: polityki ekonomicznej (od grudnia 2003 do czerwca 2005 był jej wiceprzewodniczącym), budżetu i finansów oraz środowiska naturalnego i wód. Od marca 2000 do kwietnia 2001 i od marca 2004 do marca 2005 był wiceprzewodniczącym grupy parlamentarnej ODS, a od marca do czerwca 2005 wiceprzewodniczącym unii parlamentarnej Demokratów na rzecz Silnej Bułgarii. Wniósł ponad 30 projektów ustaw socjalnych, z czego dziesięć zostało przyjętych.
Od 1989 publikował artykuły o tematyce politycznej w partyjnej gazecie „Wolny Naród” (bułg. Свободен народ), a od lipca 2002 redaguje i wydaje wewnątrzpartyjny biuletyn BPSD zatytułowany „Pozycja” (bułg. Позиция).